# Upload Cinema
Upload Cinema is een Nederlandse organisatie die in tweemaandelijkse programma's internetvideo's vertoont op bioscoopschermen. De avonden vonden sinds 2008 plaats in Filmtheater De Uitkijk in Amsterdam en later in ook in bioscopen in andere steden in Nederland, België en Spanje en bij evenementen waaronder Lowlands, International Film Festival Rotterdam, Movies that Matter en de Maand van de Vrijheid. In 2010 werden de voorstellingen in De Uitkijk tweemaal vertoond wegens de grote belangstelling. In oktober 2011 verhuisden de Amsterdamse voorstellingen naar de grotere bioscoop Rialto.
De filmavonden worden per thema samengesteld. De redactie van Upload Cinema bestaat uit de oprichters Dagan Cohen en Barbara de Wijn, en personen als redacteuren van NRC en de Filmkrant. Daarnaast wordt de redactie voor iedere editie aangevuld met een of twee gastredacteuren. Regelmatig werkt Upload Cinema bij het produceren van filmprogramma's samen met andere culturele instellingen. Het programma van december 2010 werd bijvoorbeeld samengesteld in samenwerking met de AVRO.
In samenwerking met NTR stelde Upload Cinema in 2011 De Nacht van de Korte Film samen met als thema virale video's. De uitzending op Nederland 2 werd gepresenteerd door Isolde Hallensleben en Dagan Cohen, die tevens enkele keren aanwezig was als internet(video)deskundige in De Wereld Draait Door.